# Notioclepsis synnoa
Notioclepsis synnoa är en fjärilsart som beskrevs av Diakonoff 1983. Notioclepsis synnoa ingår i släktet Notioclepsis och familjen vecklare. Inga underarter finns listade i Catalogue of Life.